# Runns Segelsällskap
Runns Segelsällskap, eller RSS, bildades sommaren 1891 och är därmed Dalarnas äldsta aktiva idrottsförening. I tidningsartiklar från "Tidning för Falu Län och Stad" den 15 augusti 1891 står det att regatta och prissegling med eftervarande venetiansk aftonfest avhålls på Korsnärfjärden söndagen den 16 augusti. Venetiansk aftonfest betydde att efter seglingen bogserades segelbåtarna in till staden och under färden avfyrades fyrverkerier mot aftonhimlen. Detta var på den tiden en stor händelse som fanns överst på förstasidan i dagstidningen.
Runns Segelsällskap är idag en livaktig förening med tävlingar, regattor, segelkurser och klubbevenemang. RSS har en egen hamnanläggning med bryggor, hamnkran, klubbhus och en egen klubbö kallad Stora Melpad.